# Haus (Scheidegg)
Haus (westallgäuerisch: ts Haus dussa) ist ein Gemeindeteil des Markts Scheidegg im bayerisch-schwäbischen Landkreis Lindau (Bodensee).

## Geographie
Das Dorf liegt circa einen Kilometer nordöstlich des Hauptorts Scheidegg und zählt zur Region Westallgäu. Durch den Ort verläuft die Bundesstraße 308 (Queralpenstraße).

## Ortsname
Der Ortsname bezieht sich auf den gleichnamigen Begriff.

## Geschichte
Nordöstlich des Orts soll sich eine Burg des Kellhofs Scheidegg befunden haben, die um 1250 erbaut wurde. Haus wurde urkundlich erstmals im Jahr 1561 mit Hans Weißhar von Haus erwähnt. Haus gehörte einst dem Gericht Kellhöfe an, mit Ausnahme eines Hauses, das zur Herrschaft Altenburg gehörte. 1771 fand die Vereinödung in Haus mit neun Teilnehmern statt. Im Jahr 1818 wurden zehn Wohngebäude im Ort gezählt. 1839 wurde die ursprüngliche Marienkapelle im Ort erbaut, im Jahr 1983 wurde sie neu erbaut.

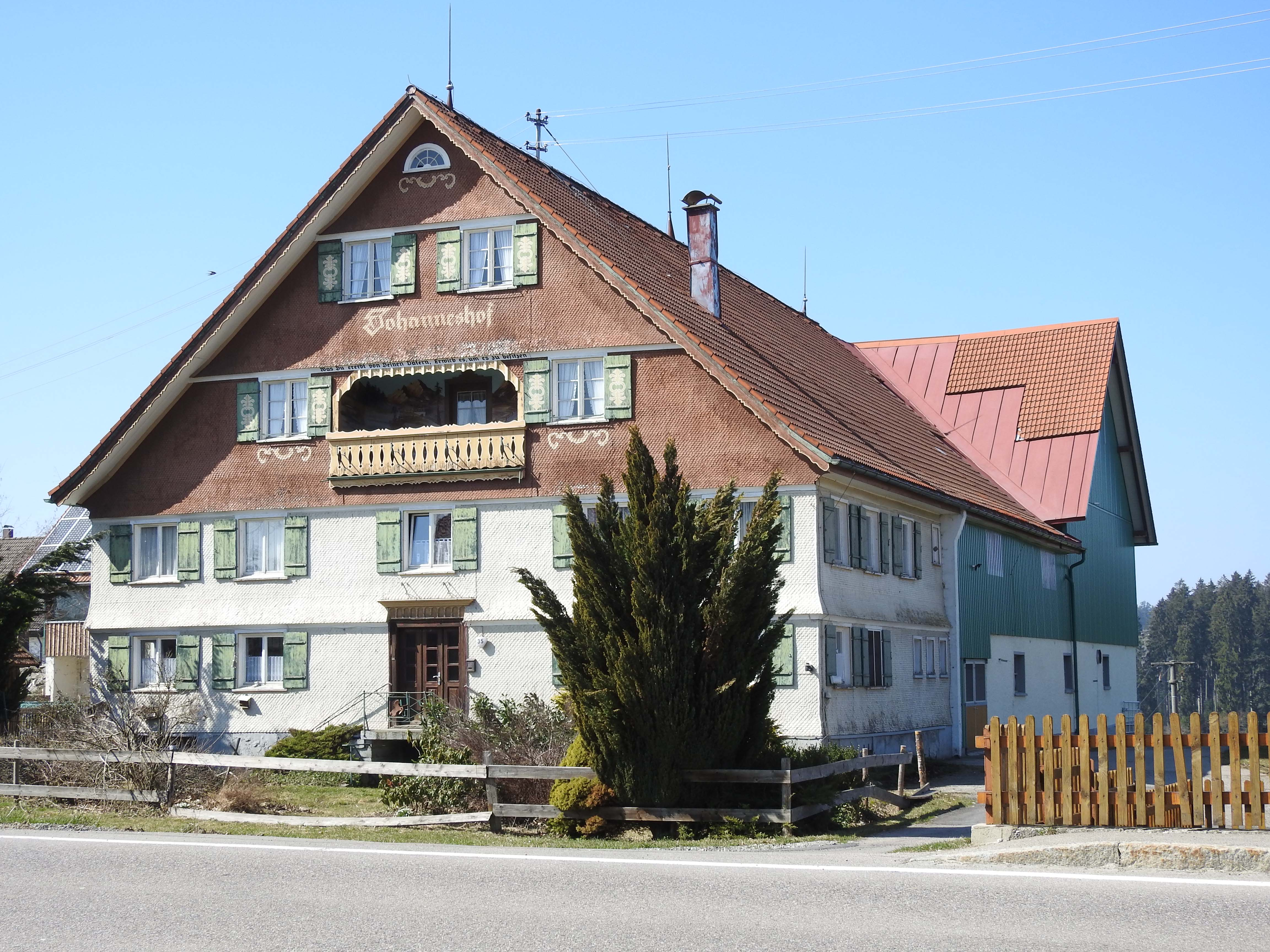
Johanneshof in Haus
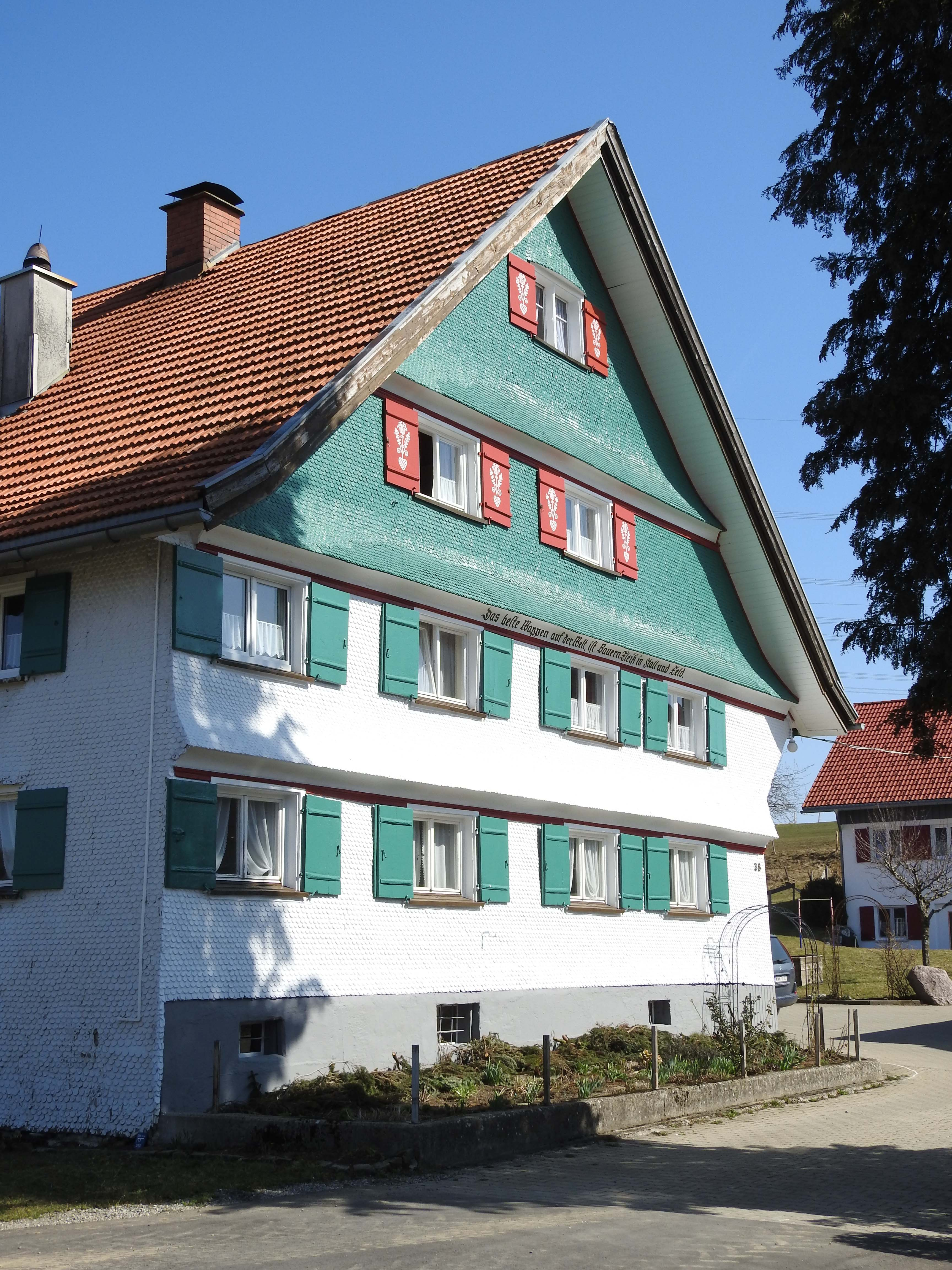
Typisches Westallgäuer Bauernhaus in Haus mit Klebdächern

## Persönlichkeiten
- Johann Jakob Spieler (1741–1793), Kirchenmaler